# 茨城県道131号下妻真壁線

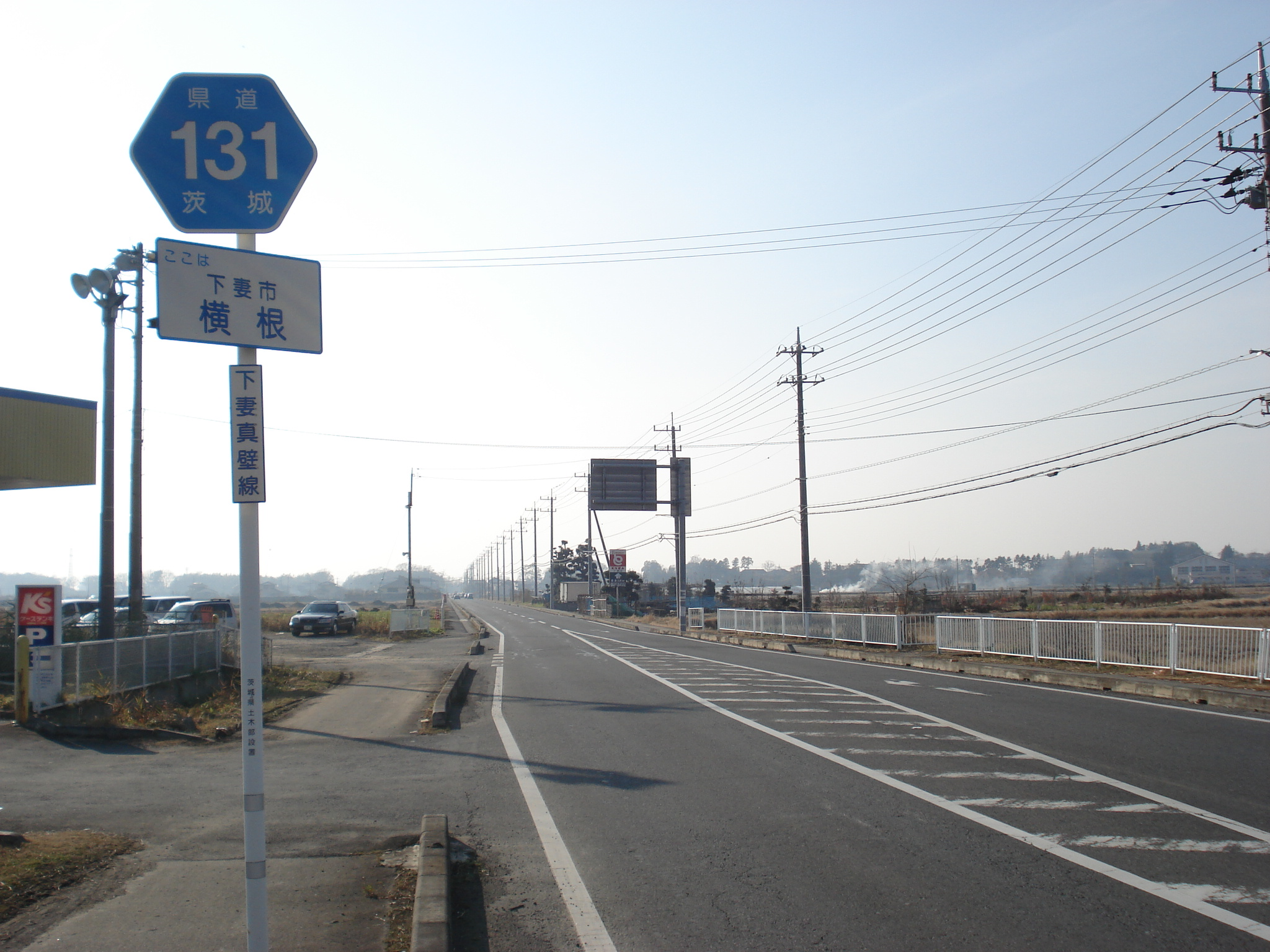
茨城県道131号下妻真壁線
下妻市横根

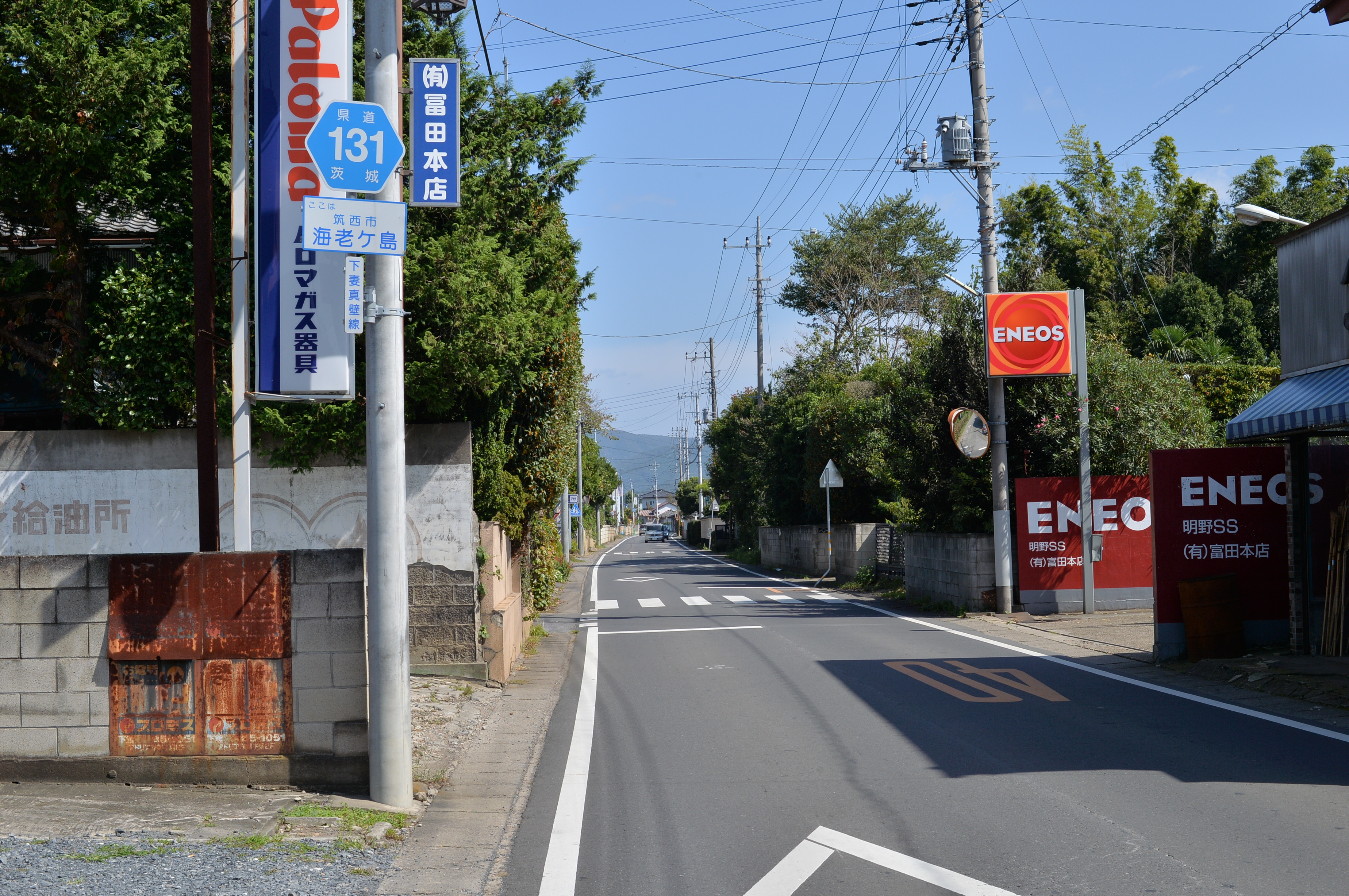
筑西市海老ケ島（2014年9月）

茨城県道131号下妻真壁線（いばらきけんどう131ごうしもつままかべせん）は、茨城県下妻市から桜川市に至る一般県道である。

## 概要
茨城県下妻市乙（一般県道谷和原筑西線）から筑西市明野地区を経由し、桜川市真壁町（主要地方道石岡筑西線、塙世交差点）まで東西に結ぶ延長約15キロメートル (km) の茨城県の一般県道の路線である。下妻市と筑西市を分断する小貝川を小貝大橋で渡河する。

### 路線データ
- 起点：茨城県下妻市下妻乙831番1（茨城県道357号谷和原筑西線交点）[1]
- 終点：茨城県桜川市真壁町塙世字中坪948番の6（茨城県道7号石岡筑西線交点）[2]
- 総延長：15.579 km[3]
- 重用延長：0.487 km[3]
- 未供用延長：なし[3]
- 実延長：15.092 km[3]
- 自動車交通不能区間延長[注釈 1]：なし[3]

## 歴史
1959年（昭和34年）10月14日、新たな県道として下妻市を起点とし、真壁郡真壁町を終点とする区間を本路線として茨城県が県道路線認定した。のちに整理番号が131に変更されて現在に至る。

### 年表
- 1920年（大正9年）4月1日：現在の路線の前身にあたる県道真壁北条線が路線認定される。
- 1959年（昭和34年）10月14日
  - 現在の路線である県道下妻真壁線（図面対象番号95）が路線認定される[4]。
  - 道路の区域は、下妻市下妻町の主要地方道下館取手線[注釈 3]分岐から真壁郡真壁町大字真壁の主要地方道下館石岡線[注釈 4]交点までと決定された[5]。
- 1966年（昭和41年）9月12日：建設省直轄河川工事伴い、下妻市大字下田字下畑 - 同字神谷原（336 m）を付け替え供用開始[6]。
- 1971年（昭和46年）11月1日：下妻市内の国道294号の新道（小野子T字路 - 下妻警察署南交差点）開通に伴い、起点側の路線を615 m短縮し、終点が下妻市大字下妻字西町から、同字本宿の国道294号交点[注釈 5]に移る[7]。
- 1973年（昭和48年）4月23日：真壁郡明野町大字倉持 - 大字中上野（鶴田五差路）の2車線化改良バイパス（2.0 km）を供用開始[8]。
- 1974年（昭和49年）4月30日：真壁郡真壁町大字源法寺 - 大字塙世の道路改良バイパス道路（1.413 km）が開通。終点が飯塚地内から塙世交差点に移る[2]。
- 1988年（昭和63年）4月1日：下妻市大字下妻 - 同市大字大串のバイパス道路（1.4 km）が開通[9]。
- 1989年（平成元年）
  - 5月15日：下妻市大字下妻字本宿乙（起点） - 同市大字大串の旧道区間（1.46 km）が指定解除され下妻市道へ降格[1]。
  - 10月20日：小貝川に架かる小貝橋が架け替えられ供用開始[10]。
- 1995年（平成7年）
  - 3月13日：下妻市大字横根 - 大字下田 - 明野町大字向上野の旧道（1.752 km＋0.91 km）が指定解除により市道に降格する[11]。
  - 3月30日：整理番号154から現在の番号（整理番号131）に変更される[12]。

## 路線状況

### 重複する区間
- 茨城県道54号明野間々田線（桜川市海老ヶ島 - 終点）

### 道路施設
- 新平橋（糸繰川、下妻市下妻戊）
- 柴朶見橋（下妻市横根 - 筑波島）
- 下田橋（高木川、下妻市高木）
- 小貝橋（小貝川、下妻市下田 - 筑西市中上野）
- 田中橋（観音川、筑西市宮山）

## 地理

### 通過する自治体
- 茨城県
  - 下妻市 - 筑西市 - 桜川市

### 交差する道路
- 国道294号常総バイパス（下妻市横根）
- 茨城県道132号赤浜上大島線（筑西市中上野）
- 茨城県道45号つくば真岡線（桜川市倉持）
- 茨城県道14号筑西つくば線（筑西市海老ケ島）